# Ígor Kórobov
Ígor Valentínovich Kórobov (en ruso: И́горь Валенти́нович Ко́робов, 3 de agosto de 1956-21 de noviembre de 2018) fue jefe del Departamento Central de Inteligencia, la agencia de inteligencia militar sovética conocida con el acrónimo GRU.

## Biografía
Ígor Kórobov nació en Viazma, ciudad del óblast de Smolensk (Unión Soviética), el 3 de agosto de 1956. En 1977, Kórobov se graduó con honores en la Escuela de Aviación Militar de Stávropol, en el Distrito Militar del Cáucaso norte, como agente de la Fuerza Aérea Soviética.
Korobov fue jefe de la Inteligencia Estratégica (Upravlenie strategicheskoi razvedky). Fue nombrado por el presidente Vladímir Putin para dirigir la inteligencia militar (GU) tras la muerte repentina de Ígor Sergún, en enero de 2016.
El 29 de diciembre de 2016, Korobov fue una de las autoridades rusas sancionadas por el Departamento del Tesoro de los Estados Unidos con motivo de un "ciberataque malicioso" sufrido por la seguridad nacional de los Estados Unidos. No obstante, oficialmente visitó los EE. UU. junto con otras autoridades rusas a finales de enero de 2018.
Falleció el 21 de noviembre de 2018 a los 62 años, después de una enfermedad según fuentes del Ministerio de Defensa ruso citadas por la agencia estatal de noticias.